# Крафто фон Крутхайм-Боксберг
Крафто фон Крутхайм-Боксберг (на немски: Krafto von Crutheim/Krautheim-Bocksberg; † 19 май 1271) от род Крутхайм/Краутхайм е господар на Боксберг в Баден-Вюртемберг и на Швайнберг. Преименува се на „фон Боксберг“.
Той е третият син на Волфрад I фон Крутхайм († 1234) и съпругата му Аделхайд фон Боксберг († сл. 1213), дъщеря на Конрад III фон Боксберг († сл. 1182/1212) и Аделхайд фон Лауда, дъщеря на Хайнрих фон Лауда. Брат е на Волфрад II фон Крутхайм († 1252), Конрад фон Крутхайм († сл. 1266), сестра, омъжена за граф Улрих фон Хелфенщайн, и Рихца фон Краутхайм († 1262), омъжена пр. 21 ноември 1223 г. за граф Готфрид I фон Хоенлое-Романя († сл. 1254/1255).
През 1213 г. баща му Волфрад I създава в Грухтим замък Краутхайм. Градът, замъкът и господството Боксберг отиват през 1287 г. на Йоанитския орден от Вьолхинген. През 1381 г. йоанитите продават собственостите на Боксберг на рицарите фон Розенберг от Франкония.

## Фамилия
Крафто фон Крутхайм-Боксберг се жени за Имагина, втори път за Ирменгардис († сл. 1231), трети път за Елизабет вер. фон Велденц († сл. 1249). Няма деца от тези три брака.
Крафто фон Крутхайм-Боксберг се жени четвърти път сл. 1249 г. за графиня Аделхайд фон Велденц († пр. 1268), дъщеря на граф Герлах IV фон Велденц († 1245) и Беатрикс фон Вилдграф фон Даун († сл. 1245). Те имат четири деца:
- Аделхайд фон Крутхайм-Боксберг († сл. 19 май 1271), омъжена за Улрих III фон Вилденберг († 20 юли 1308), син на Конрад I фон Дюрн († 1258) и Мехтилд фон Лауфен († 1276/1277)
- Конрад фон Крутхайм-Боксберг († февруари 1281), женен за фон Дюрн, дъщеря на Рупрехт II фон Дюрн-Форхтенберг († сл. 6 май 1306) и Мехтилд фон Хоенлое-Браунек († 1293)
- Герхард фон Боксберг († сл. 1299)
- Крафто фон Боксберг († сл. 1301)